# Sam Smith
Sam Smith (London, 19. svibnja 1992.) osoba je iz Ujedinjenog Kraljevstva koja se bavi pisanjem i pjevanjem pjesama. Pažnju publike stječe u listopadu 2012. godine suradnjom s elektronskim dvojcem Disclosure na njihovu singlu "Latch", koji se pojavio na 11. mjestu glazbene ljestvice UK Singles Chart. Pjesma "La La La", suradnja s Naughty Boyem, pojavila se na prvom mjestu te ljestvice u svibnju 2013. U prosincu 2013. Smith osvaja dvije prestižne glazbene nagrade, nagradu kritičara (Critics' Choice) koju dodjeljuje Brit Awards i BBC-jev Sound of...
Debitantski studijski album In the Lonely Hour objavljen je u svibnju 2014.

## Osobni život
14. rujna 2019. Sam Smith izjavljuje da se službeno počinje koristiti rodno neutralnim zamjenicama oni/njima (eng. they/them), navodeći da je "cijeli život u ratu sa svojim rodom".

## Diskografija
Studijski albumi
- In the Lonely Hour (2014.)

EP
- Nirvana (2013.)

## Vanjske poveznice
- (engl.) Službena stranica
- Sam Smith – Facebook
- Sam Smith – YouTube